# Beris schaposchnikowi
Beris schaposchnikowi är en tvåvingeart som beskrevs av Pleske 1926. Beris schaposchnikowi ingår i släktet Beris och familjen vapenflugor. Inga underarter finns listade i Catalogue of Life.